# Tatra V570
La Tatra V570 était un prototype de voiture du début des années 1930, développé par une équipe dirigée par Hans Ledwinka et Paul Jaray.

## But
Le but de l'équipe fut de développer une voiture populaire bon marché dotée d'une carrosserie aérodynamique. Toutefois, la société de gestion décida que les idées révolutionnaires introduites devaient plutôt être présentes dans les grandes voitures de luxe, et l'équipe a dû abandonner le projet de petite voiture en faveur de la Tatra 77, la première voiture aérodynamique au monde à être produite en série. Le projet de petite voiture a été continué plus tard et a conduit à l'introduction de la Tatra T97. La deuxième V570 a été construite en 1933, deux ans avant la première Volkswagen, qui a une forte ressemblance avec la Tatra. Le prototype a été détourné par Hitler et le Dr Porsche dans des circonstances sur lesquelles la société allemande reste extrêmement sensible, à un moment où le succès de la Fiat « Topolino » du Duce imposait aux nouveaux dirigeants allemands de faire au moins autant.

## L'histoire
Au début des années 1930, les ingénieurs  Tatra, sous la direction d'Erich fils de Hans Ledwinka et de l'ingénieur de conception Erich Übelacker, ont commencé à travailler au développement d'une petite voiture populaire à moteur arrière dans un châssis-caisse rigide. Ledwinka croit que le moteur arrière à propulsion arrière (disposition RR) apporte plusieurs gros avantages, parmi lesquels la réduction de la perte d'efficacité, du bruit et des vibrations de l'arbre de transmission de la disposition FR (moteur avant, propulsion arrière). Pas d'arbre de transmission signifiait aussi un plancher plat sans nécessité de tunnel central, de sorte que la position des passagers puisse être plus basse et bien en avant de l'essieu arrière, abaissant par là le centre de gravité, distribuant mieux le poids entre les essieux et réduisant la hauteur. Le montage du moteur à l'arrière signifie le raccourcissement de la partie avant de la carrosserie pour allonger la partie arrière, ce qui est cohérent avec les lois de l'aérodynamique. De plus, le bruit du moteur dérangerait moins les passagers et n'est pas entendu lors de la conduite à une vitesse de plus de 50 km/h. Le refroidissement à air serait plus simple et plus efficace pour faire face à des variations extrêmes de températures connues entre l'hiver et l'été dans des régions continentales. Comme la société envisageait de fabriquer des avions, elle disposait de l'expérience des lois de l'aérodynamique et a décidé de les appliquer à la voiture.

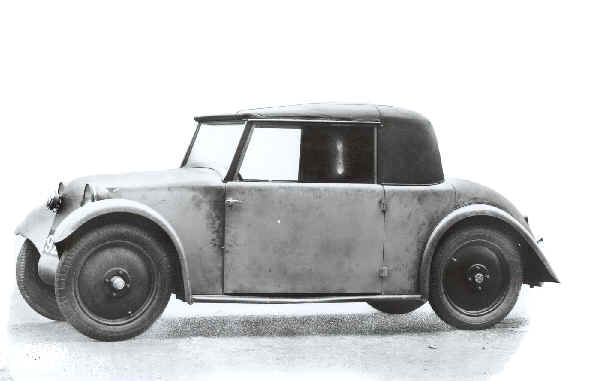
Tatra V570 premier prototype

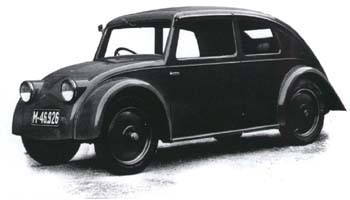
Tatra V570 de conception finale

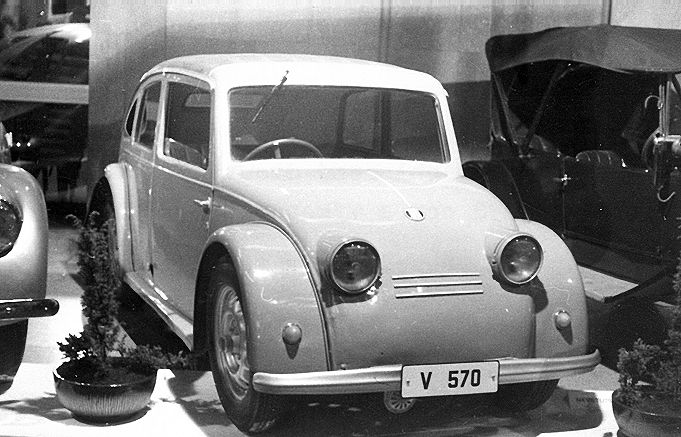
Tatra V570 de conception finale

### Premier prototype
La proposition initiale du concept a été présentée par le concepteur Tatra Erich Übelacker, qui avait déjà travaillé sur la Tatra 57. Cependant, la proposition d'Übelacker fut fortement critiquée par Ledwinka. Face à la perspective de quitter l'entreprise, il a finalement présenté le projet aérodynamique de carrosserie de voiture en forme de larme à l'arrière, qui serait utilisée pour l'ensemble de la ligne de la voiture. Paul Jaray, le célèbre créateur du Zeppelin, a produit un prototype de carrosserie aérodynamique pour la Tatra 57. Übelacker était un jeune ingénieur avec beaucoup d'imagination et beaucoup d'enthousiasme, mais il lui manquait la persévérance nécessaire pour concrétiser ses idées, et c'est Ledwinka qui dut intervenir pour terminer le travail. Le nouveau dessin a d'abord été essayé sur une carrosserie qui n'était pas aérodynamique (le premier prototype  V570). Deux exemplaires de la première V570 ont été assemblées en 1931.

### Second prototype
Le travail sur le second prototype à carrosserie aérodynamique a alors commencé. Ce prototype a été basé sur des brevets rationalisant les principes de Paul Jaray. Il était très semblable au premier prototype, mais équipé d'une carrosserie aérodynamique. La partie inférieure suit les lignes d'une aile d'avion, tandis que la partie supérieure était censée être une seconde aile ajoutée par-dessus. Les garde-boue arrière ont été intégrés dans la carrosserie et les roues arrière sont couvertes. Les restes de garde-boue avant font partie de l'avant du capot. Les marche-pieds sont abandonnés et les poignées de porte sont encastrées dans la carrosserie. Le plancher est plat et clos. Le pare-brise est incliné à un angle de 45°.
Le positionnement du moteur à l'arrière et son refroidissement s'avéra une tâche difficile, ce qui est démontré par le grand nombre de brevets concernant l'amenée du flux d'air au compartiment moteur déposés par Tatra à l'époque. Le premier prototype avait un moteur dérivé de la Tatra 57 à deux places.
La conception finale propose quatre sièges. Le moteur est un deux cylindres boxer à refroidissement à air de 854 cm3 avec une puissance de 18 ch à 3 500 tr/min. Le moteur, la boîte de vitesses et les demi-essieux ont été construits en un seul bloc. La carrosserie deux portes avait une charpente en bois. Bien qu'elle ait été faite uniquement pour tester différentes idées de conception, elle avait une bonne tenue de route et pouvait facilement atteindre des vitesses de 80 km/h.
La responsabilité finale de la construction fut confiée au fils de Hans Ledwinka, Erich.
La production en série a été envisagée, toutefois, le succès commercial exceptionnel de la Tatra 57 l'a empêchée. Les principes de la V570 ont été utilisés plus tard dans la conception des Tatra T77 et Tatra T97.
La voiture a ensuite été vendue et son propriétaire l'a utilisée tous les jours pendant 30 ans, avant de la remettre au musée de l'usine Tatra.